# Réserve naturelle de la lagune d'Orbetello
Le réserve naturelle de la lagune d'Ortebello (en italien : Riserva naturale Laguna di Ortebello)  est une zone naturelle protégée située dans la municipalité d'Orbetello, dans la province de Grosseto en Toscane.

## Historique

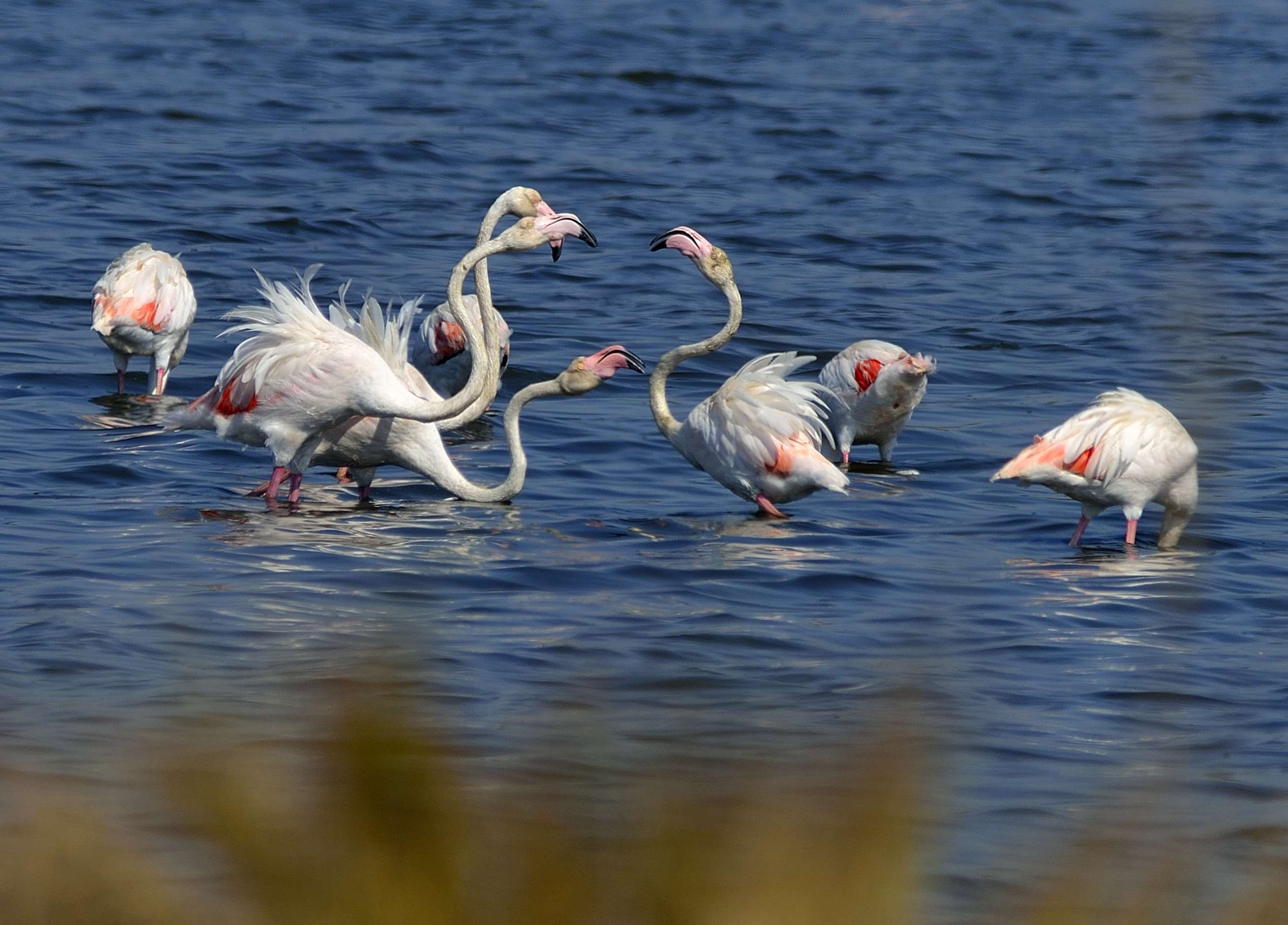
Flamantsroses dans la lagune.

Jusqu'aux années 1960, la lagune d'Orbetello, zone de repos et de nidification de nombreuses espèces d'oiseaux migrateurs, était une zone ouverte à la chasse.
Les premières mesures de protection de la zone remontent à 1971, année où le ministère de l'Agriculture et des Forêts de l'époque, à la demande du WWF Italie, a créé une oasi WWF d'environ 800 hectares. En 1977, la zone a été déclarée zone humide d'importance internationale en vertu de la convention de Ramsar et en 1998, l'actuelle réserve naturelle de la lagune d'Orbetello a été créée, contiguë à laquelle se trouve la réserve naturelle de la lagune d'Orbetello di Ponente, gérée par le WWF Italie. Il s'agit d'une zone de protection spéciale importante (ZPS) et a été proposée comme site d'importance communautaire (SIC).
Elle est également un site d'intérêt régional (SIR), en partie inclus dans la réserve naturelle. Une petite partie du site est incluse dans la réserve naturelle de la dune de Feniglia et dans la réserve naturelle de la lagune d'Orbetello di Ponente. La zone est l'un des écosystèmes lagunaires les plus importants d'Italie.
Zone de très haute valeur ornithologique et seulement partiellement incluse parmi les sites de la Birdlife International, elle présente un intérêt national pour l'hivernage du canard pilet, du canard chipeau, et du canard souchet. Au niveau régional, c'est le site d'hivernage le plus important pour la foulque macroule. C'est aussi le seul site péninsulaire où le flamant rose niche et hiverne en grand nombre.
Avec la réserve naturelle de Diaccia Botrona, c'est la principale zone de la côte de la mer Tyrrhénienne pour le reste des espèces d'oiseaux associées aux environnements saumâtres.

## Territoire
La réserve protège une zone humide derrière les dunes d'importance internationale selon la convention de Ramsar, qui constitue la plus grande lagune interne de la mer Tyrrhénienne.
En plus des étendues d'eau, il existe des zones assez importantes (en bordure de la lagune et dans certaines zones assainies présentesi), avec une végétation annuelle et pérenne du sol saumâtre. Il comprend également un tronçon du tombolo de Giannella, avec des plages et des dunes à la végétation arbustive et arborée. Les autres typologies environnementales pertinentes sont les zones agricoles et les pâturages, les modestes surfaces de marais d'eau douce, les pins.

## Faune
Les oiseaux représentent la composante la plus importante de la faune de la réserve et est représentée par des espèces rares telles que l'aigle pomarin, la pygargue à queue blanche, le héron garde-bœufs pour ne citer que les plus rares, puis les limicoles, hérons, flamants roses et canards en abondance (canard colvert, sarcelle, canard siffleur, ainsi que l'élégant canard pilet).
La zone humide d'importance cruciale pour de nombreuses espèces d'oiseaux migrateurs, hivernants et reproducteurs, est classée « site clé » pour le courlis à bec grêle en voie d'extinction. Dans les années 1990, il y a eu les premiers cas de nidification du flamant rose, hivernant avec des contingents de milliers d'individus, en Italie continentale. Il existe une importante colonie d'Ardeidae ; à la fin des années 1990, de petites colonies de deux espèces de sternes (sterne naine et sterne pierregarin) se sont installées pour la première fois en Toscane.
Dans le site d'intérêt régional, on trouve le coucou geai, nicheur ; le faucon lanier, hivernage irrégulier ; le busard des roseaux, présent toute l'année et possible nid irrégulier ; le fuligule nyroca, migrateur irrégulier et hivernant ; le tadorne de Belon, nicheur et hivernant ; la pie-grièche à poitrine rose, nicheuse ; l'Œdicnème criard, nicheur ; le butor étoilé, migrateur et hivernant ; la fauvette à lunettes, nidifiant et vraisemblablement irrégulier. Également présents pour l'hiver, l'ibis chauve, disparu d'Europe depuis 400 ans, grâce à un projet de recherche initié par la Waldrappteam de Vienne.
Parmi les reptiles, on trouve la cistude et la tortue d'Hermann, ainsi que les amphibiens et les mammifères des dunes côtières.

## Flore

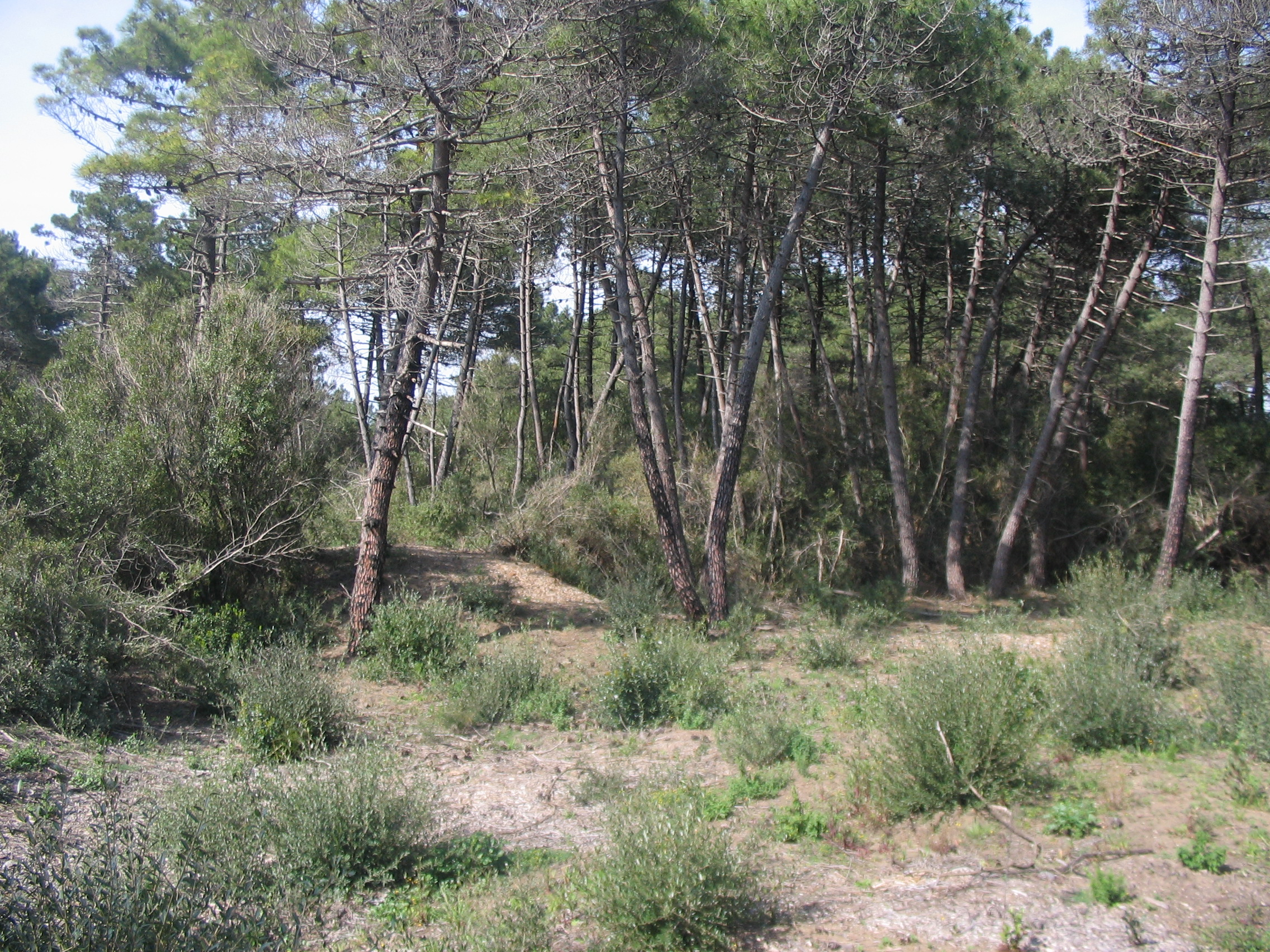
Pinède du tomolo de Giannella.

La végétation est constituée par la pinède littorale avec le pin maritime et le pin parasol et la végétation sclérophylle avec le genévrier de Phénicie et le genévrier oxycèdre, le phillyrea, le nerprun alaterne, le salsepareille d'Europe, l'arbre à mastic et le myrte, le chêne vert, le chêne liège avec frêne manne et le chêne pubescent dans les zones les plus humides.
Dans la zone contiguë, dans la partie faisant face à la mer, on trouve une végétation psammo-halophile avec des dunes mobiles presque totalement érodées mais avec toujours la présence d'espèces caractéristiques telles que la crucianella, le liseron soldanelle, le lis maritime etc. ; dans la partie orientale, il y a une forêt de chênes-lièges relictuelle qui fait partie du bois de Patanella.

### Articles externes
- Riserva Naturale Provinciale Laguna di Orbetello

- Ressources relatives à la géographie :   - Common Database on Designated Areas
  - Parks.it
  - World Database on Protected Areas